# Cinéma québécois (série documentaire)
Cinéma québécois est une émission de télévision documentaire en treize épisodes d'environ 52 minutes diffusée à partir du 10 septembre 2008 à Télé-Québec, initialement présentée dans le cadre de la 32e édition du Festival des films du monde de Montréal. En 2010, Imavision, en collaboration avec Eurêka! Production et Office national du film du Canada, lance un coffret DVD qui rassemble la série complète.

## Synopsis
À travers des entrevues, des extraits de films et des documents d'archives, la série se consacre à l'histoire et aux productions du cinéma québécois. Elle met en lumière quelque 60 ans d'histoire culturelle, de la naissance du cinéma québécois, avec des réalisateurs comme Claude Jutra, jusqu'aux films des années 2000, contemporains à la réalisation de la série.

## Épisodes
Chaque épisode de Cinéma québécois se consacre à un thème spécifique reflétant les principales préoccupations de la production cinématographique du Québec. Ce faisant, la série en expose les origines, l'histoire et les enjeux spécifiques selon une perspective particulière :
- La famille (réal. Jean-Pierre Maher et Georges Privet)
- Les relations amoureuses (réal. Jean Roy et Georges Privet)
- L'humour (réal. Jean-Pierre Maher et Georges Privet)
- L'identité (réal. Yvonne Defour et Georges Privet)
- L'ivresse des débuts (réal. Yvonne Defour et Georges Privet)
- L'évolution des valeurs (réal. Jean Roy et Georges Privet)
- Le territoire (réal. Bernard Lafrenière et Georges Privet)
- Le désir (réal. Bernard Lafrenière et Georges Privet)
- La télévision (réal. Pascal L'Heureux et Georges Privet)
- Hollywood PQ (réal. Yvonne Defour et Georges Privet)
- L'étranger (réal. Jean Roy et Georges Privet)
- L'âge de la performance (réal. Jean-Pierre Maher et Georges Privet)
- La politique (réal. Jean Roy et Georges Privet)

## Anecdotes
La production de cette série aurait été particulièrement exigeante : dans un entretien avec Le Devoir, le réalisateur Georges Privet évoque trois années à écrire les treize épisodes, ainsi qu'à trouver les lieux de tournages et les documents d'archives; huit mois à travailler sur le plan de production; 42 jours de plateau; et quelque 130 entrevues.